# Warburgia salutaris
Warburgia salutaris é uma espécie de plantas com flor da família Canellaceae, com distribuição natural no sul e sueste da África, ameaçada por perda de habitat.

## Descrição
A espécie Warburgia salutaris (conhecida por pimenteira, pepper-bark tree, em africâner:  Peperbasboom, Predefinição:Lang-st, Predefinição:Lang-ve, Predefinição:Lang-zu) é uma pequena árvore pertencente à família Canellaceae. A espécie ocorre no leste e sul da África, incluindo Botswana, Namíbia, Kenya, Tanzânia, Zâmbia, Moçambique, África do Sul, Eswatini, Malawi e Zimbabwe. Na sua área de distribuição natural encontra-se com o estatuto de espécie ameaçada devido a perda de habitat. 
É uma planta medicinal popular e é sobrecolhida na natureza, outra razão para o seu estatuto de ameaça. A espécie é protegida na África do Sul. Vários projectos estão a investigar métodos de propagação em condições controladas com posterior plantação na natureza.
Trata-se de uma árvore erecta que atinge cerca de 10 metros de altura máxima, mas que por vezes pode atingir os 20 metros. Possui uma copa espessa de folhas aromáticas e verdes brilhantes. As lâminas das folhas, sempre verdes, são em forma de lança, medindo até 11 cm de comprimento por 3 de largura. As flores têm dez pétalas verde-amareladas. O fruto é uma baga, de cor púrpura coriácea ou preta quando madura, medindo até 4 cm de largura.

## Usos
A espécie é uma árvore de fuste alargado e atraente que dá uma boa árvore de sombra. As folhas são utilizadas como sucedâneo da pimenta e para aromatizar alimentos e chá. O sabor amargo da casca e das folhas da árvore deve-se à presença de iridoides. A madeira aromática, oleosa e amarelada, é utilizada para lenha.
Esta planta é utilizada medicinalmente pelo povo Maasai para tratar a malária. É utilizada como rapé ou fumado para tratar problemas respiratórios como a constipação e a tosse.
A casca pode ser comprada nos mercados da Tanzânia, e regiões vizinhas. Além disso, a casca seca é mastigada e o sumo é engolido, actuando assim como remédio para dores de estômago, prisão de ventre, tosse, febre, dores de dentes, dores musculares, articulações fracas e dores gerais do corpo.

## Galeria

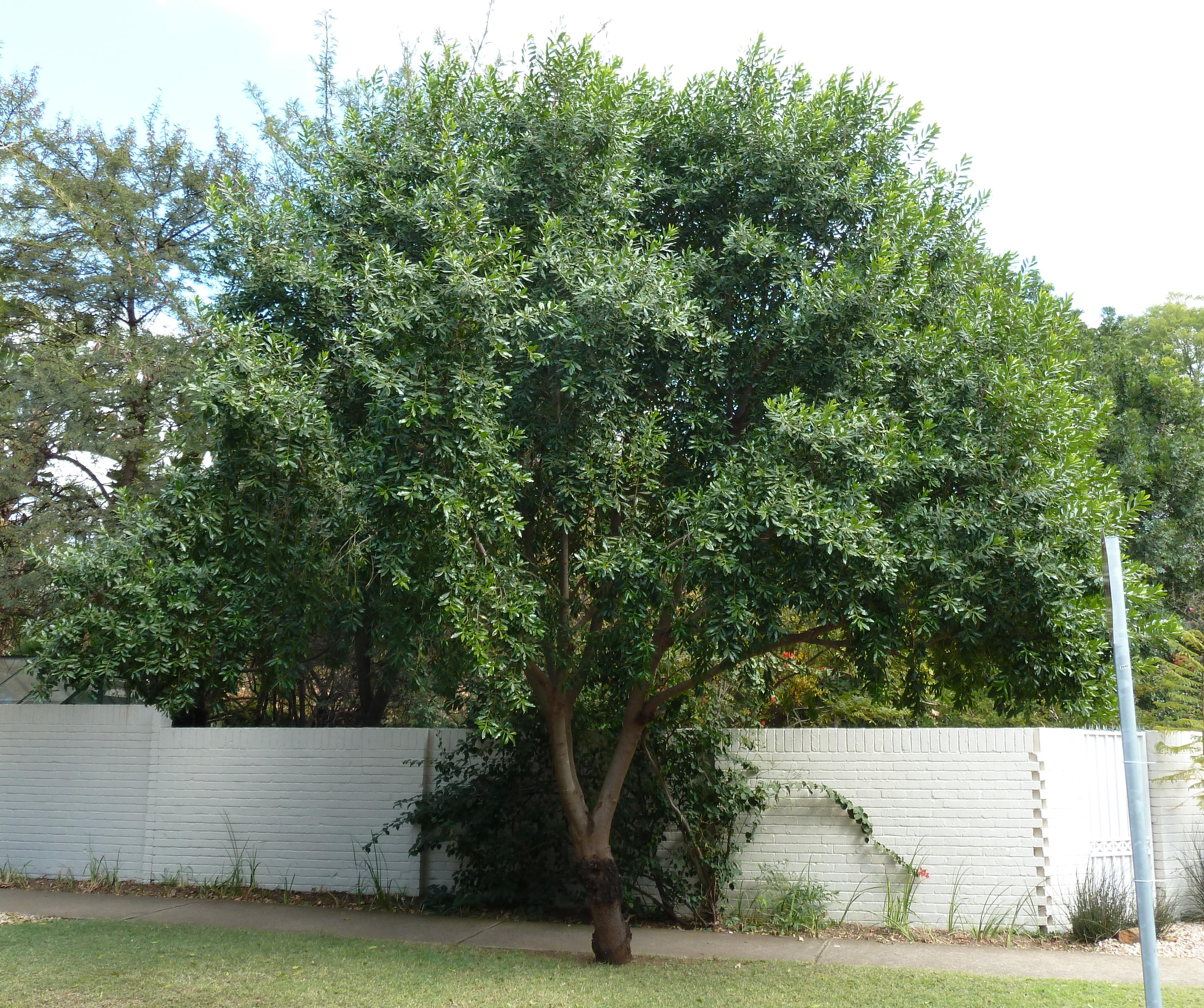
hábito
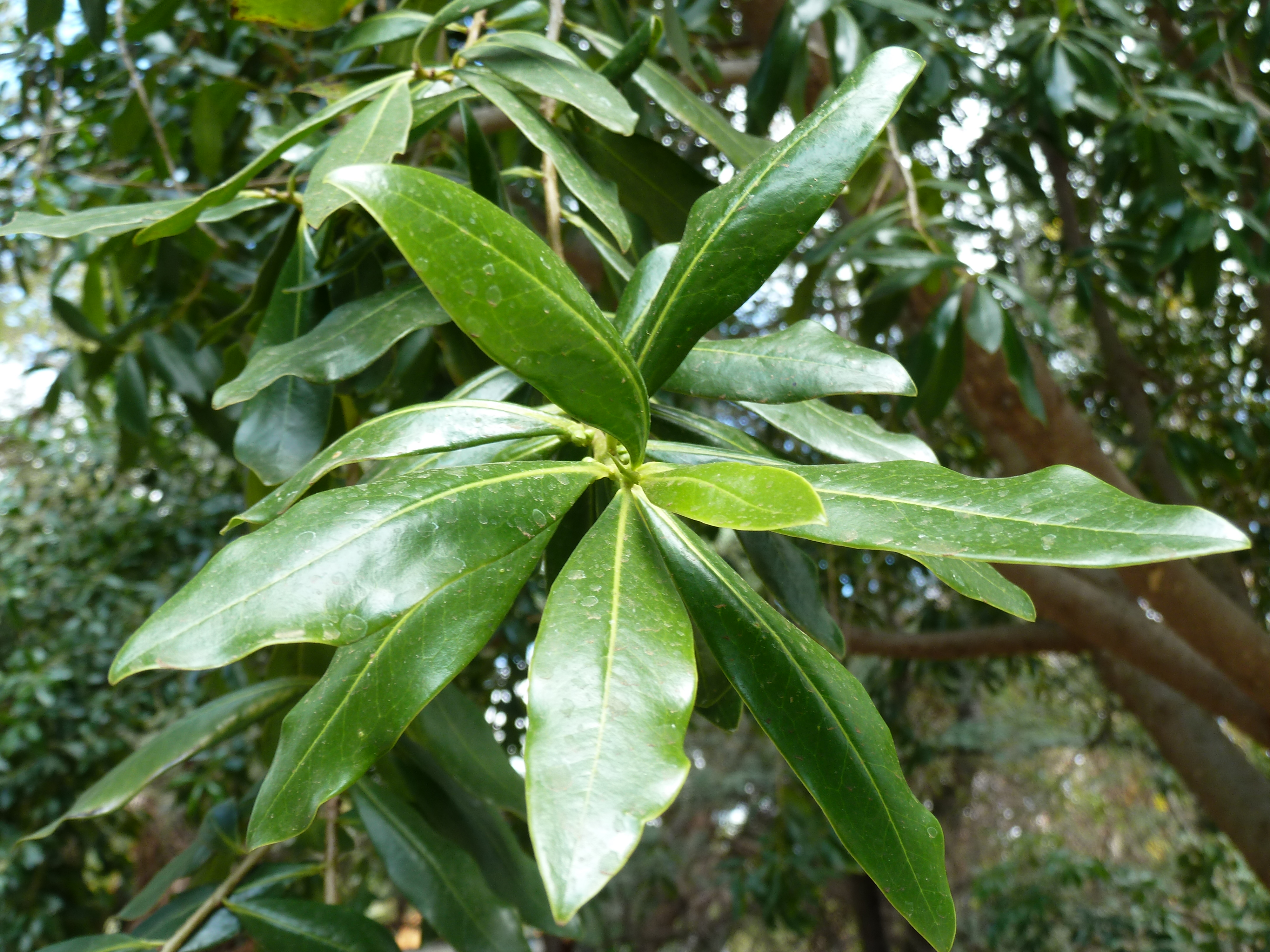
folhagem
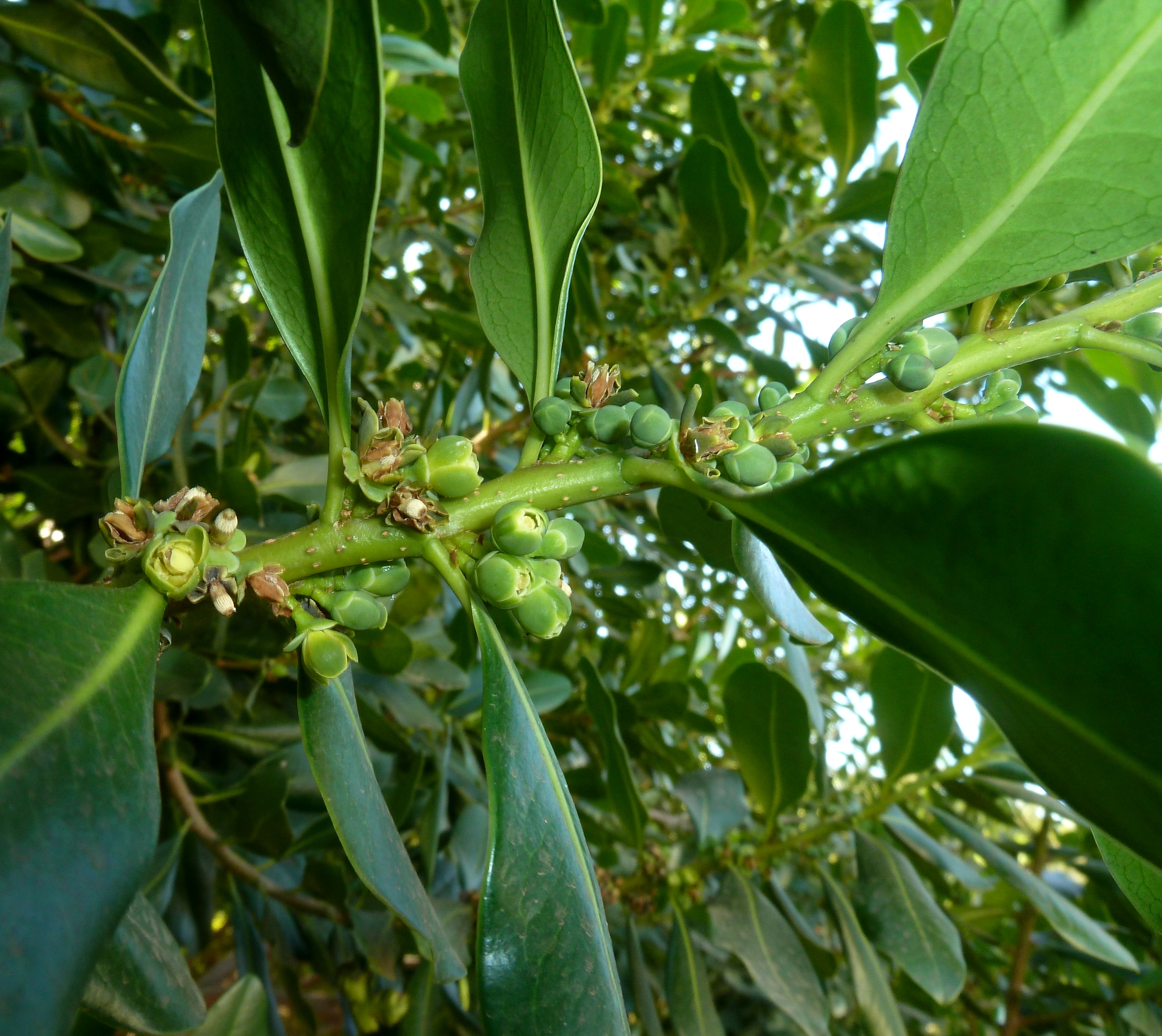
ramo com flores
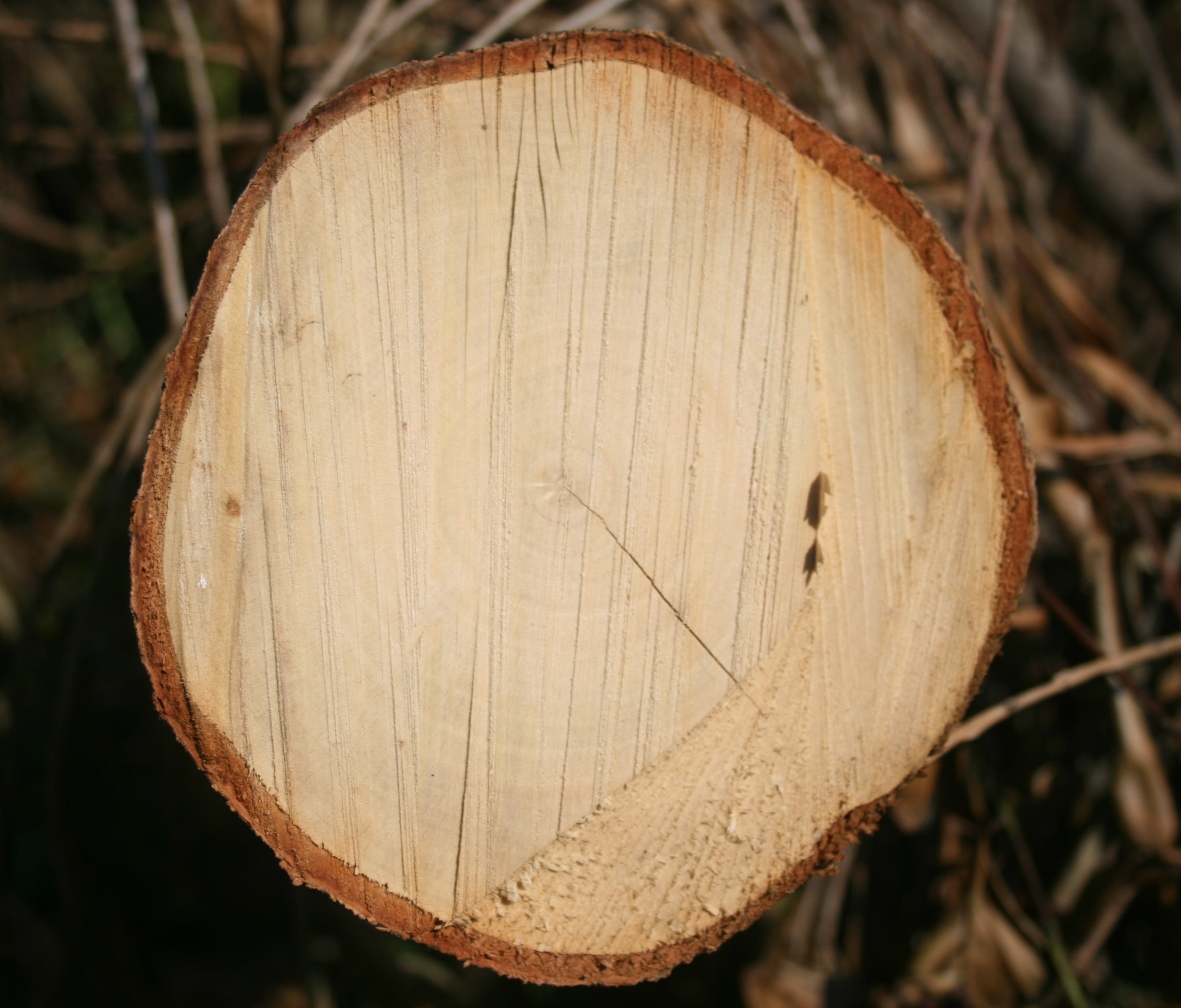
secção transversal de um tronco